# ميخائيل بيترسون (مجدف)
ميخائيل بيترسون (بالإنجليزية: Michael Peterson)‏ هو مجدف أمريكي، ولد في 4 يناير 1967 في Gulph Mills, Pennsylvania ‏ في الولايات المتحدة.

## وصلات خارجية
- ميخائيل بيترسون على موقع الاتحاد الدولي للتجديف (الإنجليزية)
- ميخائيل بيترسون على موقع اللجنة الأولمبية الدولية (الإنجليزية)
- ميخائيل بيترسون على موقع أوليمبيديا (الإنجليزية)